# Синарка
Синарка (Синарко, Куро, Ака, Ака-дейк) е активен, сложен стратовулкан на остров Шиашкотан, част от Северните Курилски острови. Административно попада в Сахалинска област на Русия.

## Описание
Остров Шиашкотан има формата на гира, в североизточната част на която е разположен вулканът Синарка, а в югозападната – вулканът Кунтоминтар. Синарка се издига на 934 м над морското равнище и има сложна структура. Съставен е от различни скални породи, но преобладават андезитът и базалтът.
След последния ледников период малка, 2-километрова калдера, обърната на северозапад, е запълнена с централен конус, изграден от андезитни наслагвания. Той, от своя страна, съдържа лавов купол, който е най-високата точка на острова. Друг лавов купол, наречен Жълтокаменната планина, е разположен на 1,5 км на югозапад от централния, по протежение на ръба на калдерата. Трети, по-малък лавов купол, пресича северния ръб на калдерата.

## Активност
Известни исторически изригвания са настъпили през 17 и 18 век, като последното и най-силно от тях, става в периода 1872 – 1878 г. Някога се е приемало, че изригването произхожда от вулкана Кунтоминтар, но сега се приписва на Синарка.
Активност на вулкана с различна сила е отбелязана през годините 1730? 1846, 1855, 1872, 1878. Всички те са разписани по дати и зафиксирани документално. През последните години се наблюдава засилена активност.
- 1725 ± 25 – вулканично изригване с ВЕИ=2.[1]
- 1846 г. – изригване с ВЕИ=3.[1]
- 1855 г. – Изригване с ВЕИ=2.[1]
- 1872 – 1878 г. – вулканично изригване с ВЕИ=4.[1] Ерупцията създава пирокластични потоци, които унищожават малко селище на айните, разположено на острова. Образува се един от лавовите куполи.[3]
- 2007 – фумаролна и термална активност с температура на изхвърляните газове 384 °С.[5]
- 2008 – засилена фумаролна и термална активност. Температурата на газовете се покачва на 450 °С.[5]
- ноември 2014 г. – вулканична пепел и газова струя, които се разнасят на 40 – 50 км. по посока на вятъра.[1][5]
- декември 2014 – слаба струя вулканична пепел и газове, отнесени от ветровете на 40 км югоизточно от вулкана.[1]
- 16 март 2015 – парни и газови емисии, 21 март – слаба термична аномалия.[1]
- 2015 – през фумароли на централния лавов купол се изхвърлят газове с температура до 400 °С.[1]

През по-голямата част от времето се провежда спътников мониторинг, но много често вулканът е закрит от облаци. Допълнителни наблюдения се правят от Сахалинската група за реагиране при вулканични изригвания SVERT. Днес на повърхността се наблюдават само фумаролна и термална активност.